# Renault Kardian
O Renault Kardian é um automóvel crossover do segmento B (classificado como "compacto" no Brasil), lançado pela Renault em 25 de outubro de 2023. O veículo é baseado no Dacia Sandero de terceira geração e vendido principalmente na América Latina. É fabricado em São José dos Pinhais, para o mercado sul-americano, com planos futuros de produção em Casablanca, Marrocos.

## Visão geral

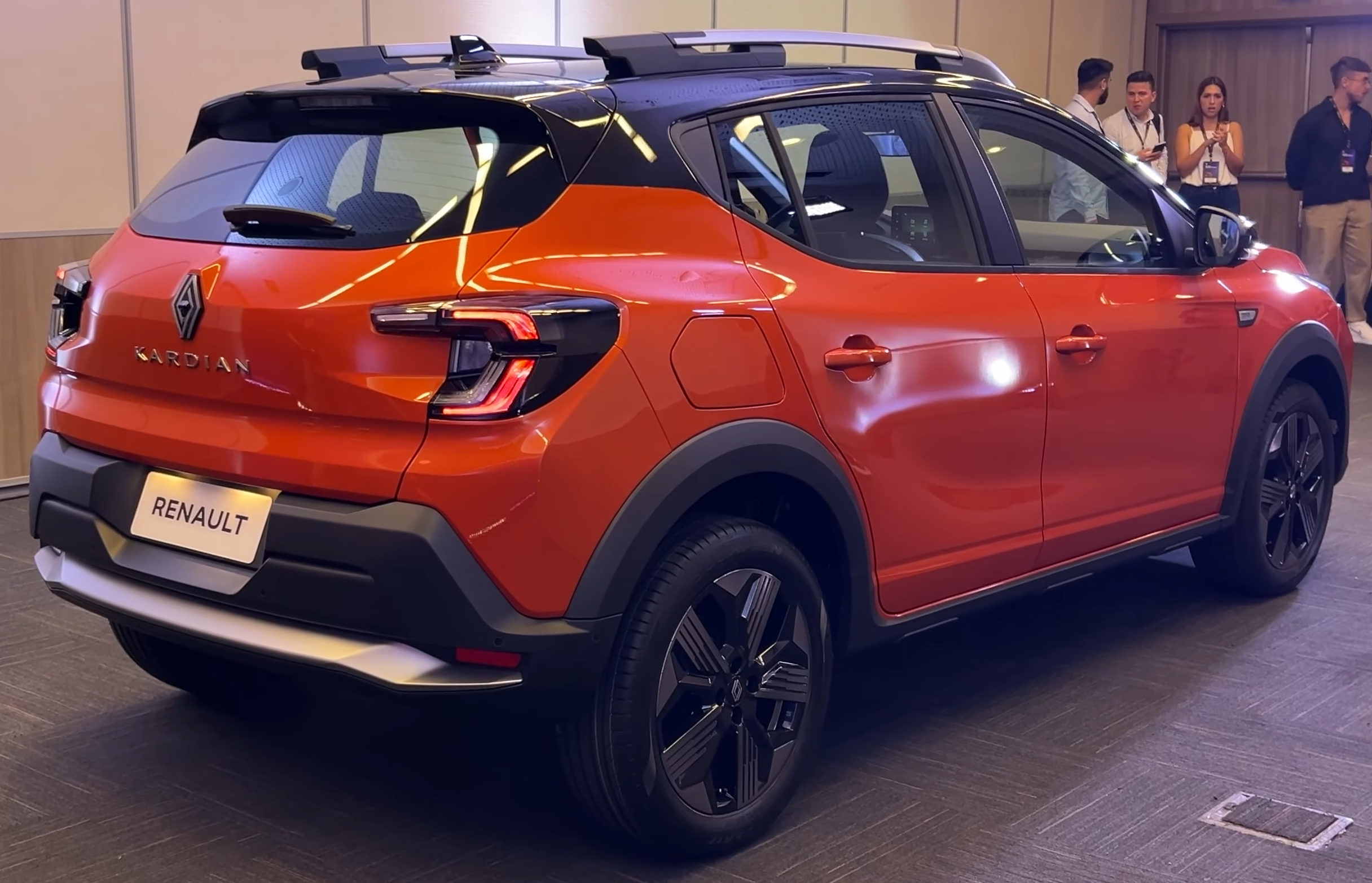
Vista traseira

O modelo é produzido sobre uma nova iteração da arquitetura CMF, chamada RMP (Renault Modular Platform). Compartilha algumas peças com a terceira geração do Dacia Sandero.

### Trem de força
Estreia um novo motor flex de 125 cv, uma evolução do 1.0 TCe do Sandero. Pela primeira vez, este motor pode ser equipado com uma nova transmissão automática de dupla embreagem (codinome DW23), que deverá estar disponível na Europa com o lançamento da terceira geração do Duster, previsto para a primavera de 2024.
Em alguns países como o México, o Kardian é movido por um motor de 1,6 litros que produz 112 cv.

### Design
Durante a apresentação do modelo, Gilles Vidal, diretor de design, destacou que o Kardian foi resultado do trabalho conjunto entre as equipes de estilismo da Renault na França e no Brasil.

## Vendas
| Ano  | Brasil |
| ---- | ------ |
| 2024 | 24.402 |